# Кэрролл, Роки
Роско «Роки» Кэрролл (англ. Roscoe "Rocky" Carroll; родился 8 июля 1963) — американский актёр, известный по роли Джоуи Эмерсона в драмеди канала FOX Roc, доктора Кейта Уилкиса в медицинской драме канала CBS Надежда Чикаго , и роли директора федерального агентства по расследованию преступлений при Министерстве военно-морских сил США NCIS (Naval Criminal Investigative Service) Леона Венса в сериале канала CBS Морская полиция: Спецотдел и его спин-оффов "Морская полиция: Лос-Анджелес"и «Морская полиция: Новый Орлеан». Также в 1995 году он сыграл одну из ролей в триллере Багровый прилив.

## Ранние годы
Роско Кэрролл родился в Цинциннати, штате Огайо, 8 июля 1963 года.
Его актерская карьера началась в театре. В 1981 году Кэрролл выпустился из знаменитой актерской школы School for Creative and Performing Arts в Цинциннати, Огайо. Полный решимости продолжать своё обучение актерскому мастерству, он стал посещать The Conservatory of Theatre Arts в Вебстерском университете в Сент-Луисе, где получил диплом бакалавра изящных искусств.
После выпуска Роки переехал в Нью-Йорк, в сердце театральной индустрии. Там он работал с юными актерами в постановках Джозефа Паппа «Shakespeare on Broadway».

## Карьера
Работая на фестивале Джо Паппаса New York Shakespeare Festival, Роки выбирал для себя необычные роли, которые редко давали черным людям в шекспировских драмах. В 1987 году Кэрролл познакомился с работами Аугуста Уилсона — талантливому молодому актеру дали роль в Уилсонской истории The Piano Lesson. Эта пьеса не только завоевала Пулитцеровскую премию «За лучшую драму», Кэрролл еще и получил награду Tony и номинацию Drama Desk.
Он известен по роли непутевого музыканта Джоуи Эмермона в драмеди канала FOX Roc. Он также сыграл роль доктора Кейта Уилкиса в медицинской драме канала CBS Надежда Чикаго .
Также Кэрролл сыграл в несколько других ТВ-шоу: The Agency, Юристы Бостона, Family Law, Западное крыло, Закон и порядок, Игра, Скорая помощь и Анатомия страсти. Играл он и в голливудских фильмах, таких как Рождённый четвёртого июля, Дамский угодник, Багровый прилив, The Great White Hype, A Prelude to a Kiss, The Chase, Best Laid Plans и Всегда говори «Да» .
В пятом сезоне драмы канала CBS Морская полиция: Спецотдел, Роки Кэрролл присоединился к основному составу сериала в роли Леона Венса — сначала заместителя директора, а в 6 сезоне и директора Морской полиции. На съемочной площадке он снова играет со своим давним партнером по сериалу Надежда Чикаго  Марком Хэрмоном. Также Кэрролл играет Венса в спин-оффах Морской полиции: Спецотдел: "Морская полиция: Лос-Анджелес"и «Морская полиция: Новый Орлеан».
У Роки день рождения в один день с коллегой по сериалу Морская полиция: Спецотдел Майклом Уэтерли.
Также Кэрролл стал режиссёром одного из эпизодов сериала Морская полиция: Спецотдел — серии «We Build, We Fight» в 12 сезоне.

## Личная жизнь
В 1996 году Роки женился на архитекторе Габриэлле Буллок. Они воспитывают дочь Элиссу.